# Niederraden

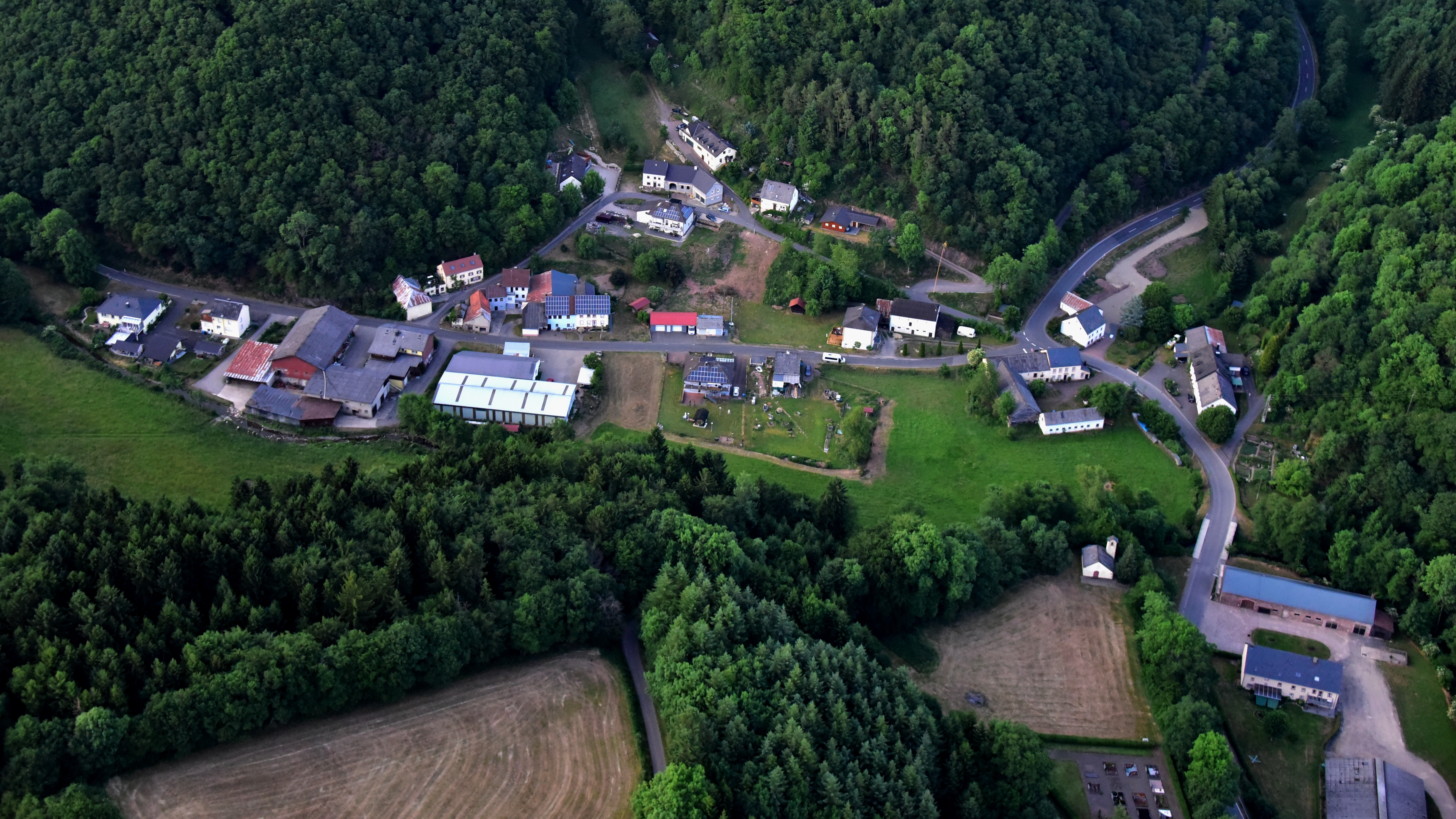
Niederraden, Luftaufnahme (2017)

Niederraden ist eine Ortsgemeinde im Eifelkreis Bitburg-Prüm in Rheinland-Pfalz. Sie gehört der Verbandsgemeinde Südeifel an.

## Geographische Lage
Der Ort liegt unweit der Mündung des Radenbachs in die Enz, südöstlich von Neuerburg. Nachbarorte sind Fischbach-Oberraden, Utscheid und Sinspelt. Zu Niederraden gehört auch der Wohnplatz Krummacker.

## Geschichte
Niederraden wird erstmals 1501 als Nyeraden gemeinsam mit dem benachbarten Oberraden erwähnt. Nach dem Dreißigjährigen Krieg blieb der Ort nahezu wüst. Niederraden gehörte zur luxemburgischen Grafschaft Vianden und lag im  Verwaltungs- und Gerichtsbezirk der Meierei Geckler.
Mit der Besetzung der Österreichischen Niederlande (1794), zu denen das Herzogtum Luxemburg gehörte, durch französische Revolutionstruppen wurde der Ort französisch und gehörte von 1795 bis 1814 zum Wälderdepartement. 1815 wurde das ehemals luxemburgische Gebiet östlich der Sauer und der Our auf dem Wiener Kongress dem Königreich Preußen zugeordnet. Damit kam Niederraden 1816 zum Kreis Bitburg im Regierungsbezirk Trier und wurde von der Bürgermeisterei Outscheid verwaltet.

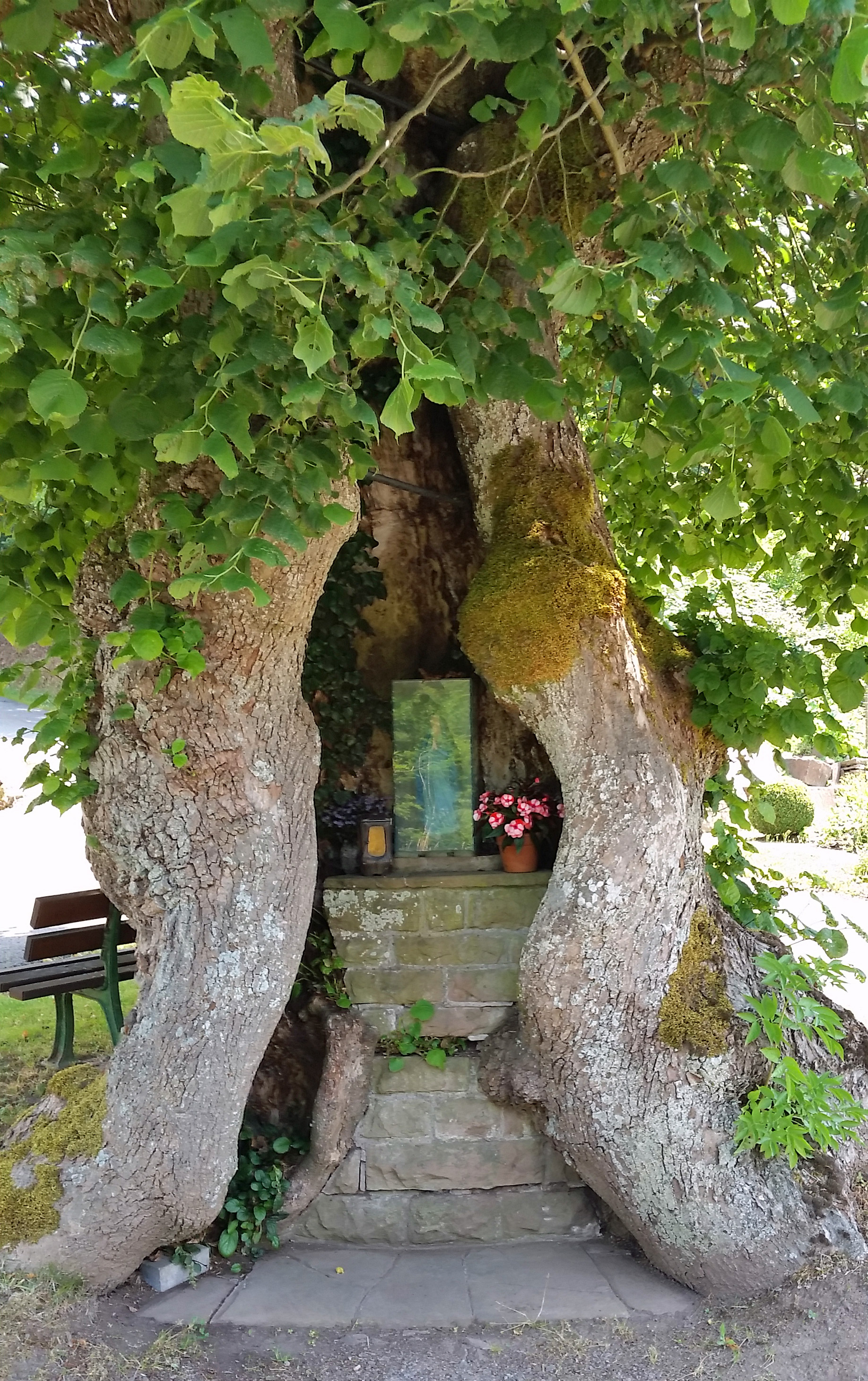
Alte Linde mit Marienaltar in Niederraden

Ende des 19. Jahrhunderts wurde die Marienkapelle erbaut. 1910 hatte der Ort 83 Einwohner, die Zahl ist seitdem rückläufig. In den 1930er Jahren wurde die alte Marienkapelle durch einen Neubau ersetzt. Seit 1946 ist Niederraden Teil des damals neu gebildeten Landes Rheinland-Pfalz und gehört seit 2014 der Verbandsgemeinde Südeifel an.
Bevölkerungsentwicklung
Die Entwicklung der Einwohnerzahl von Niederraden, die Werte von 1871 bis 1987 beruhen auf Volkszählungen:
| Jahr | Einwohner |
| ---- | --------- |
| 1815 | 52        |
| 1835 | 67        |
| 1871 | 68        |
| 1905 | 69        |
| 1939 | 82        |
| 1950 | 80        |
| 1961 | 88        |

| Jahr | Einwohner |
| ---- | --------- |
| 1970 | 89        |
| 1987 | 69        |
| 1997 | 48        |
| 2005 | 40        |
| 2011 | 52        |
| 2017 | 44        |
| 2023 | 48        |

## Politik

### Gemeinderat
Der Gemeinderat in Niederraden besteht aus sechs Ratsmitgliedern, die bei der Kommunalwahl am 9. Juni 2024 in einer Mehrheitswahl gewählt wurden, und dem ehrenamtlichen Ortsbürgermeister als Vorsitzendem.

### Bürgermeister
Jörg Steffen ist Ortsbürgermeister von Niederraden. Da bei der Direktwahl am 26. Mai 2019 kein gültiger Wahlvorschlag eingereicht wurde, oblag die Neuwahl des Bürgermeisters gemäß rheinland-pfälzischer Gemeindeordnung dem Rat. Dieser bestätigte Steffen auf der konstituierenden Sitzung am 18. Juni 2019 in seinem Amt. Für die Direktwahl am 9. Juni 2024 wurde erneut kein Wahlvorschlag eingereicht. Jörg Steffen wurde vom neu gewählten Rat am 6. August 2024 für weitere fünf Jahre in seinem Amt bestätigt.
Steffens Vorgänger Willi Steffen hatte das Amt 30 Jahre bis 2009 ausgeübt.

## Sehenswürdigkeiten
- Marienkapelle
- Marienaltar im hohlen Stamm einer 700-jährigen Linde

## Wirtschaft und Infrastruktur

### Wirtschaft
Niederraden ist noch heute ein landwirtschaftlich geprägter Ort.

### Verkehr
Die Gemeinde wird von der Landesstraße L 8 an das Straßennetz angebunden.

## Persönlichkeiten
- Hans Theis (1921–1975), Heimatkundler, Politiker